# Werft Johns

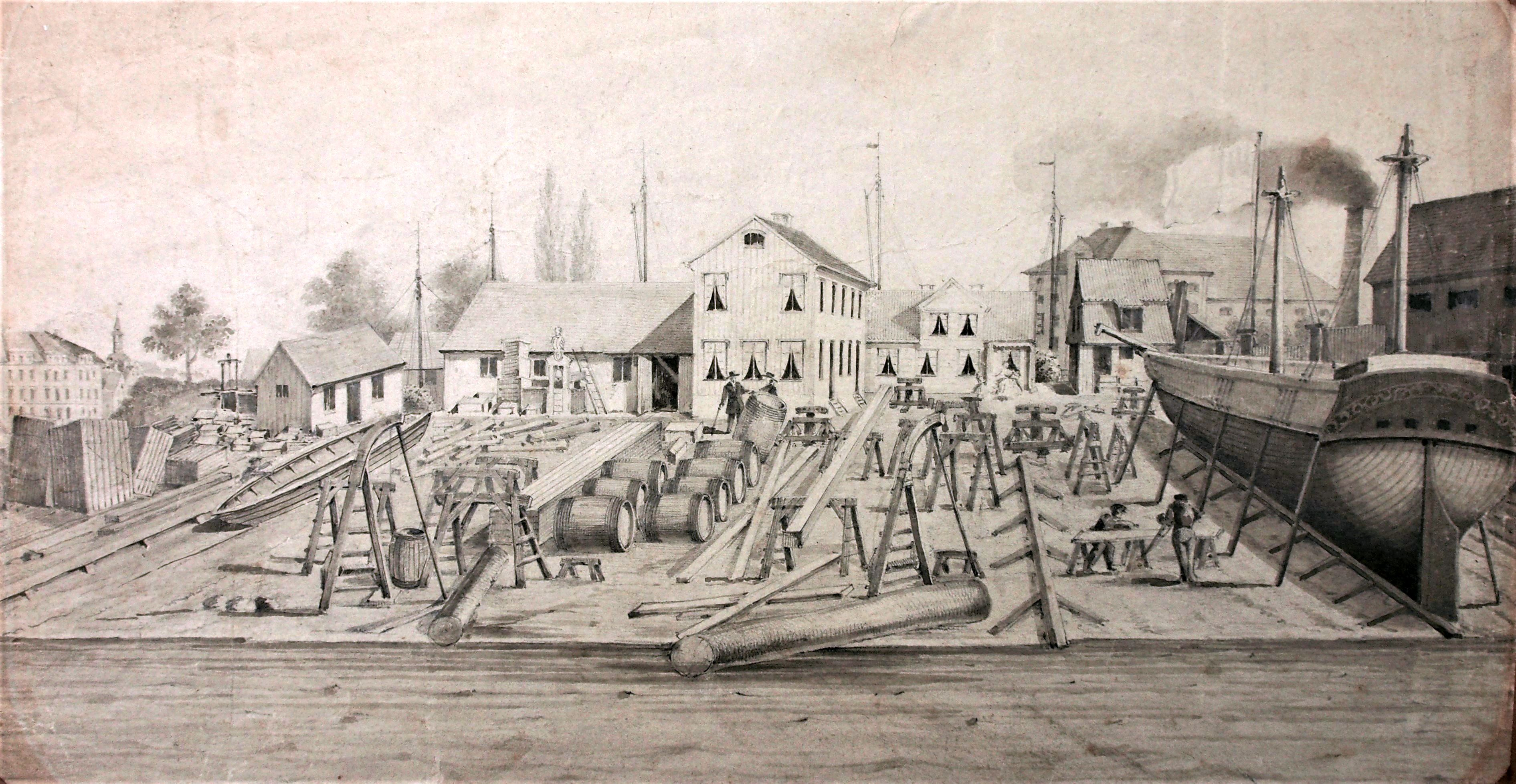
Werft Johns Zeichnung; Blick über die Elbe auf den Großen Grasbrook von Süden (ca. 1850).

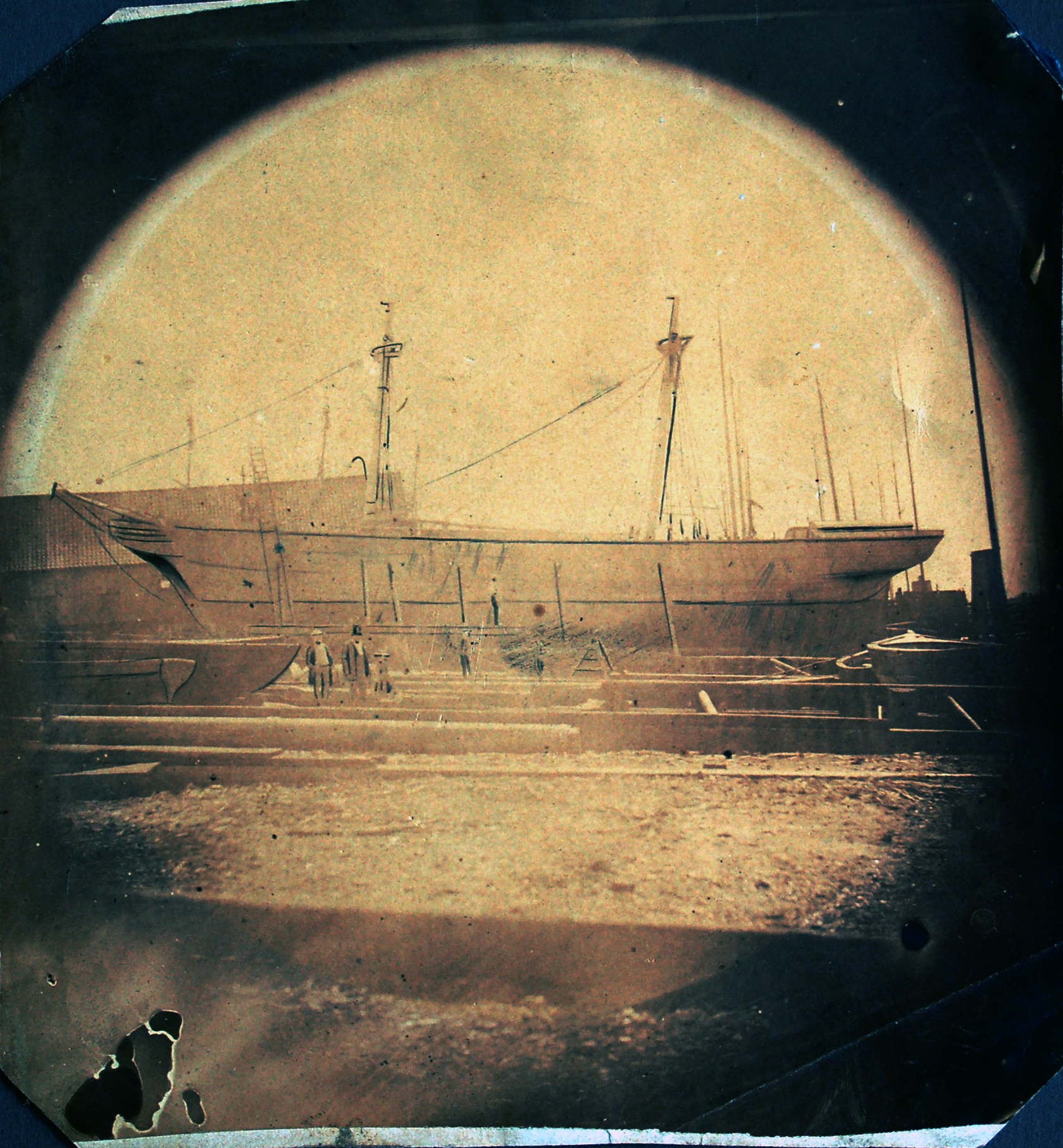
Werft Johns ca. 1850 mit unbekanntem Schiff. Das vermutlich älteste Foto aus dem Hamburger Hafen.

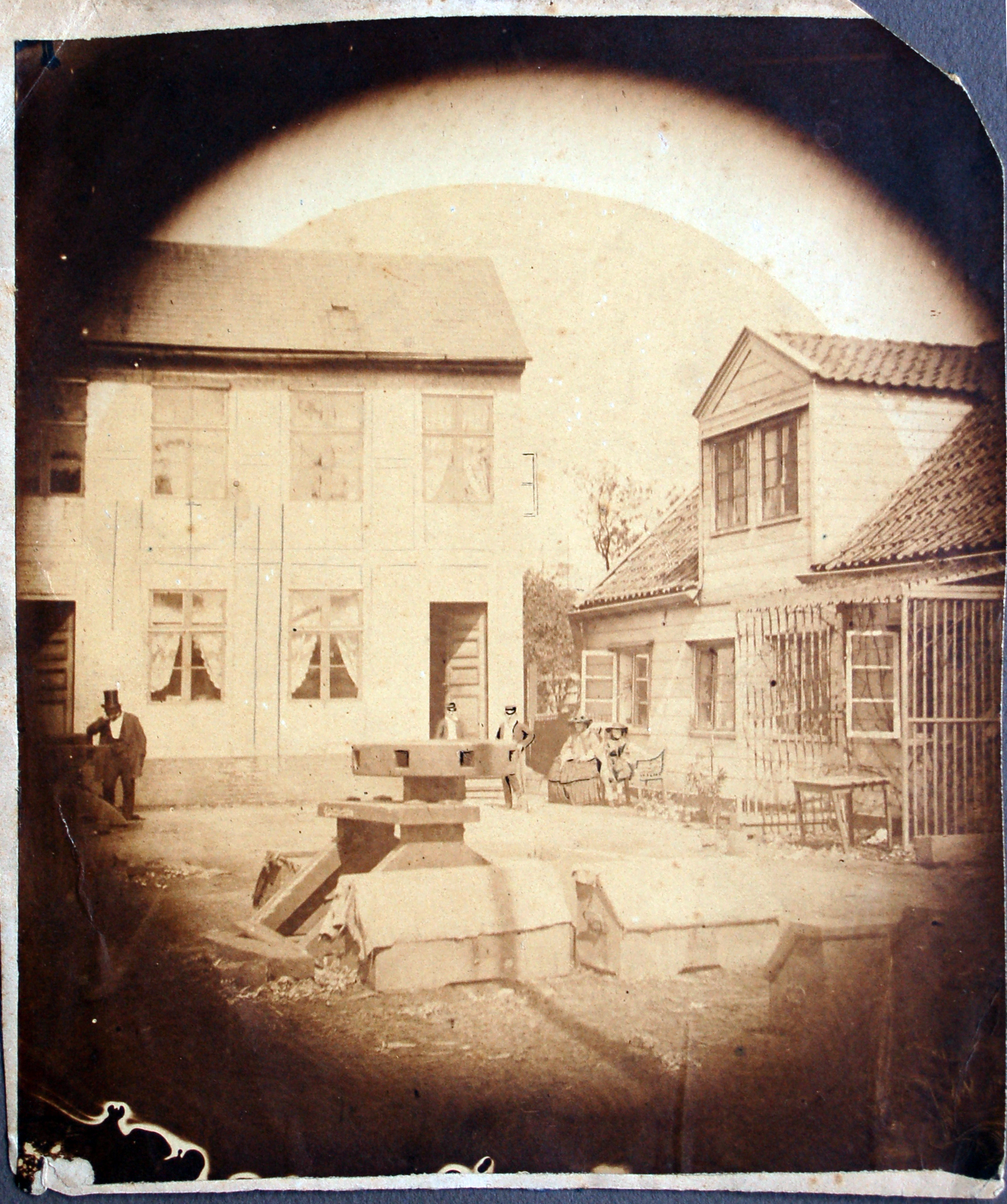
Werft Johns Wohngebäude, ca. 1854. Von links: Cornelius Christian Hinrich Johns, Henry Eugen (Harry), James Wellstood, Annie Wellstood-Johns, Eleonora.

Die Werft Johns war eine Holzschiffwerft, die auf dem Hamburger Grasbrook im 18. und 19. Jahrhundert zu den bedeutenderen Hamburger Werften gehörte. Nach ihr benannt ist die Johns’sche Ecke, auf der heute die Elbphilharmonie steht. Zur Werft gehörte im 19. Jahrhundert ein Flussbadeschiff.

## Geschichte
Die Werft Johns bestand seit mindestens 1737 am äußersten westlichen Ende des Großen Grasbrook. Das Gelände wurde von der Admiralität übernommen, die es zuvor als Lagerplatz genutzt hatte. Erster Pächter des Geländes war Christian Peter Johns (1714–1784), der die Werft auf seinen Sohn Kornelius Peter Johns (1757–1818) übergab. Andreas Hinrich Johns (1790–1854) hatte den Platz schließlich in dritter Generation inne. Andreas Hinrich Johns erhielt 1818 die offizielle Genehmigung zum Schiffbau, nachdem er sich als Freimeister in die Schiffbauer-Brüderschaft eingekauft hatte.
Die Werft machte sich einen Namen für Umbauten und zum Abwracken. Daneben wurden kleinere Schiffe und Hafenfahrzeuge erstellt. Vermutlich entstanden zahlreiche Schiffe auf der Werft im Unterauftrag für die benachbarte Werft von Somm, so beispielsweise 1841 die Bark „Johns“ für den Teehändler Christian Jacob Johns.
Das größte nachgewiesene Schiff, das auf der Werft entstanden ist, ist die 1847/48 entstandene hölzerne Bark „Nord-Amerika“, das zweite Schiff der unmittelbar zuvor gegründeten Reederei HAPAG. Die HAPAG hatte sich nach umfangreicher Sondierung für die ersten Schiffe für Hamburger Werften entschieden, da diese als solider galten – auch wenn sie teurer waren. Kosten und Bauzeit fielen höher und länger aus als ursprünglich geplant, da der Deutsch-Dänische Krieg den Bezug des Bauholzes erschwerte. Die „Nord-Amerika“ lief am 10. November 1848 zur ersten Reise nach New York aus. Adolph Godeffroy, der Vorsitzende des ersten Direktoriums der HAPAG, stellte bei der Generalversammlung Ende 1848 fest: „Bei den beiden fertigen Schiffen (Deutschland und Nord-Amerika) sei die Kajüts- und Zwischendeckeinrichtung so hübsch und komfortabel, wie man es irgend wünschen könne, und zwar unter Vermeidung allen überflüssigen Luxus. In einem jeden dieser Schiffe befinde sich eine kleine Bibliothek, sämtliches Steinzeug an Bord sei mit dem Namen des respektiven Schiffes versehen, das Leinenzeug sei für die Bedürfnisse der Passagiere reichlich vorhanden. Namentlich habe man darauf Rücksicht genommen, einem jeden Passagier ein eigenes Bett zur Verfügung zu stellen.“ Gerade die eigenen Betten hoben die Schiffe von der damaligen Konkurrenz ab.
Cornelius Christian Heinrich Johns übernahm die Werft in vierter Generation und führte 1859/60 den Umzug auf den Kleinen Grasbrook durch. Hintergrund war die Hafenerweiterung mit den Anpassungen der Hafenbecken, im Zuge derer alle Werften vom Großen Grasbrook auf die andere Elbseite auf eigene Kosten umsiedeln mussten. Eine Denkschrift der Commerzdeputation hatte 1856 nach jahrzehntelanger Diskussion den Rahmen für den Ausbau des Hamburger Hafens gesetzt. Teil davon war die Enteignung der Grundstücke auf dem Großen Grasbrook, um eine einheitliche Hafennutzung zu ermöglichen. Verwirklicht wurde nun die Idee des Tidehafens. Dazu musste die Einfahrt in den Sandtorhafen an der Johns’schen Ecke erweitert werden. Cornelius Christian Heinrich Johns war verheiratet mit der schottischen Schriftstellerin Annie Wellstood.
1865 stellte Cornelius Christian Heinrich Johns den Werftbetrieb ein, der dann von der Wichhorst-Werft übernommen wurde.
Der Sohn Henry Eugen Johns setzte die Schiffbautradition der Familie u. a. als Direktor der Germaniawerft in Kiel (1882–1885) und Rostocker Neptun Werft (1885–1892) fort. 1892 machte er sich mit seinem eigenen Schiffbaubüro in Hamburg selbständig und konstruierte u. a. die Hamburger Staatsbarkasse „Hamburg“.

## Badeanstalt
Zur Ausweitung der Aktivitäten errichtete Andreas Hinrich Johns 1834/5 eine schwimmende Flussbadeanstalt, zunächst für Männer und Knaben, die über die Werft zugänglich war. In den ersten Jahren handelte es sich um die einzige öffentliche Elbbadeanstalt auf Hamburger Stadtgebiet. Sie galt als beliebtes Ausflugsziel und fand auch Eingang in zeitgenössische Reiseführer. Die Badeanstalt wurde mehrfach verlegt und bestand bis 1887, zuletzt an der Veddel. Der Sanitäts-Schwimmverein veranstaltete in der Badeanstalt auf der Veddel Schwimmfeste mit Wettbewerben.

## Schiffe, die auf der Werft Johns entstanden
- Auguste Dorothea

Baujahr 1830, Galeasse, 25 CL für Carl Ewald Nicolassen, Hamburg
- Nord-Amerika[7]

Baujahr 1848, Bark, Passagiersegler, Größe L: 130,4 m / B: 34 m / H: 18 m, 419 BRT / 558 tdw / 186 CL; 20 Kajütpassagiere und 200 Zwischendecker; Besatzung 16
ab 1848 in der Amerikafahrt insb. für Auswanderer eingesetzt; 1858 an Wencke (Hamburg) verkauft, 1859 an Chr. Dybvadt & Sons (Christiana) gegangen.
Wiederholt falsch zugewiesen ist die Bark Elbe.